# هورنی سمرتشنه
هورنی سمرتشنه (به چکی: Horní Smrčné) یک منطقهٔ مسکونی در جمهوری چک است که در منطقه تربیچ واقع شده‌است.
 هورنی سمرتشنه ۳٫۳۲ کیلومتر مربع مساحت و ۵۸ نفر جمعیت دارد و ۵۲۰ متر بالاتر از سطح دریا واقع شده‌است.